# Olivia-Patrizia Kunze
Olivia-Patrizia Kunze (* 1989) ist eine deutsche Schauspielerin, Sängerin und Musicaldarstellerin.

## Ausbildung
Nach der Grundschule wechselte Kunze auf die „Friedrich-Wilhelm-von-Steuben Gesamtschule“ in Potsdam und absolvierte dort im Jahr 2009 ihr Abitur. Danach nahm sie Gesangsunterricht bei Samuel Thiel sowie Irena Bart-Greiner und bereitete sich am Institut für Musical und Musiktheater Berlin (IMMB) auf ihr Studium vor. Von 2013 bis 2014 absolvierte sie das Basisjahr an der European Musical Academy (EUMAC) in Bremen und von 2014 bis 2016 studierte sie Schauspiel an der Fritz-Kirchhoff-Schule in Berlin. Nach dem Studium nahm sie Tanzunterricht im Ballettcentrum und im Motions.

## Theater und Musical
Kunze wohnt derzeit in Brandenburg an der Havel, arbeitet aber deutschlandweit an verschiedenen Bühnen (siehe Tabelle). Im Oktober 2021 präsentierte sie erstmals ihr selbstgeschriebenes Bühnenprogramm „Dizznay Diva’s – Kein Prinz, Kein Problem“, ein Duett mit ihrer langjährigen Bühnenkollegin Sophie-Isabelle Voigt.
| Jahr      | Produktion                                | Spielstätte                                                     | Regie/Leitung             |
| --------- | ----------------------------------------- | --------------------------------------------------------------- | ------------------------- |
| 2021–2023 | Dizznay Diva’s – Kein Prinz, Kein Problem | KulturKeller Höchst, Volksbühne Michendorf                      | Olivia-Patrizia Kunze     |
| 2022      | König Drosselbart                         | Komödie Bielefeld                                               | Marco Linke               |
| 2022      | AbbaLapapp                                | ShowSpielhaus Main-Taunus                                       | Hans-Jürgen Mock          |
| 2021–2022 | Der Vetter aus Dingsda                    | Volksbühne Michendorf                                           | Christian Schnell         |
| 2019–2020 | Musical Gala                              | Tournee                                                         | Thomas Juerning           |
| 2018–2019 | Kiss me, Kate                             | Theater Solingen                                                | Polonca Olszak, Ivan Keim |
| 2018–2019 | Sarg Niemals Nie                          | TalTonTheater Wuppertal                                         | Benjamin Breutel          |
| 2018–2019 | Campingfieber                             | Packhaustheater Bremen, Komödie Bielefeld, Theaterschiff Lübeck | Oliver Geilhardt          |
| 2018      | Höchst erfreulich                         | Musicalgala im Kulturkeller Frankfurt                           | Rüdiger Schade            |
| 2018      | Roll over Hanau                           | Stein’s Tivoli Hanau                                            | Frank Heck                |
| 2017      | Frau Luna                                 | Altmühlseefestspiele                                            | Steffen Löser             |
| 2017      | Burning Love                              | Altmühlseefestspiele                                            | Alexandra Marinescu-Lang  |
| 2017      | Der Zerbrochene Krug                      | Altmühlseefestspiele, Volksbühne Michendorf                     | Philipp Lang              |
| 2017      | Der Weltuntergang anno 1857               | Neues Theater Zeitz                                             | Anne Schuch-Greiff        |
| 2017      | Ekel Alfred                               | Volksbühne Michendorf                                           | Christan Schnell          |
| 2016      | Schneeheide 44                            | ACUD Theater Berlin                                             | Klaus Hoser               |
| 2015      | Schneewittchen                            | Varia Vineta Berlin                                             | Anne Gröschel             |

## Weitere Aktivitäten
Neben ihrer Haupttätigkeit auf Theater- und Musicalbühnen steht Kunze ab und zu auch vor der Kamera. In verschiedenen Bands war sie als Sängerin aktiv. Seit 2016 ist sie Mitglied des Terzett Die Swingschlampen.

## Filmografie
- 2015: Kurzfilm „Annehmlichkeiten“, Regie: Peer Martiny
- 2016: Berlin Station (Serie, eine Folge)
- 2016: Kurzfilm „Small Steps“, Regie: Peer Martiny
- 2018: Gundermann
- 2019: Imagefilm Anthroposophenverband, Regie: Wanja Wotschek